# Orientační biatlon

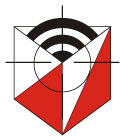
Logo Českého orientačního svazu

Orientační biatlon je sportovní disciplína, která vznikla kombinací dvou tradičních sportů – orientačního běhu a biatlonu. Ve světě se provozuje zimní i letní varianta tohoto sportu. Orientační biatlon vznikl ve Švédsku, kde byla také v roce 1998 založena Mezinárodní federace orientačního biatlonu (IBOF). Od této doby se postupně pořádají mezinárodní soutěže počínaje Mistrovstvím Evropy, přes Světový pohár a Mistrovství světa.
Do České republiky přišel tento sport v roce 2008, kdy bylo založeno sdružení Český orientační biatlon. Оd roku 2009 se čeští sportovci pravidelně zúčastňují soutěží Mistrovství světa a světových pohárů.

## Mistrovství světa v orientačním biatlonu
- 2009 Arlon Belgie

- 2010 Nymindegab Dánsko

- 2011 Staré Město p.L. Česká republika

- 2012 Pärnu Estonsko

- 2013 Anderstorp Švédsko

- 2014 Storkow Německo

- 2015 Mikkeli Finsko

- 2016 Jáchymov Česká republika
- 2017 Sundsvall Švédsko
- 2018 Skive Dánsko
- 2019 Holola Finsko
- 2021 Jilemnice Česká republika
- 2022 Arber Německo
- 2023 Idre Fjäll Švédsko

## Přehled českých medailových umístění z Mistrovství světa v juniorských a elitních kategoriích

### Juniorky
- 1. místo Jana Benešová 2019 sprint

- 2. místo Jana Benešová 2014 sprint

- 2. místo Adéla Burdová 2011 klasika

- 2. místo Jana Benešová, Klára Minářová 2011 štafeta

- 2. místo Jana Benešová, Kateřina Jeníčková 2013 štafeta

- 2. místo Veronika Arnoštová 2021 klasika i sprint

- 3. místo Michaela Durdová 2021 klasika i sprint
- 3. místo Adéla Burdová, Kateřina Dubnová 2011 štafeta

### Junioři
- 1. místo Josef Zátka 2021 klasika
- 1. místo Adam Přibyl 2011 klasika

- 2. místo Adam Přibyl 2010 klasika

- 2. místo Matěj Burda 2014 klasika

- 3. místo Tomáš Škach 2021 sprint
- 3. místo Adam Přibyl 2010 sprint

- 3. místo Matěj Burda 2014 sprint

- 3. místo Matěj Burda, Jan Válka 2011 štafeta

- 3. místo Matěj Burda, Jan Válka 2014 štafeta
- 3. místo Jáchym Hojný 2018 klasika

### Ženy
- 1. místo Jana Benešová 2021 sprint
- 1. místo Jana Benešová 2019 sprint

- 1. místo Jana Benešová 2018 sprint
- 2. místo Adéla Burdová 2016 sprint.
- 2. místo Jana Benešová 2022 klasika
- 3. místo Jana Benešová, Adéla Burdová 2021 štafeta